# Cratere Ribe
Ribe  è un cratere sulla superficie di Marte.